# Bildungsroman
Bildungsroman vrsta je romana u kojem je glavna tema odgoj i formiranje osobnosti, zato ga se još naziva "roman o odrastanju" ili "roman o odgoju".
Pojam je prvi spomenuo (skovao) Karl Morgenstern 1819. godine.

## Primjeri romana o odrastanju
- "Tom Jones" Henry Fielding (1749.)
- "Candide"  Voltaire (1759.)
- "David Copperfield", Charles Dickens (1850.)
- "Djetinjstvo Ivice Kičmanovića", Ante Kovačić (dio romana U registraturi - 1888.)